# Église Saint-Lô de Bourg-Achard
L'église Saint-Lô est une église catholique située à Bourg-Achard en France.

## Localisation
L'église est située dans le département français de l'Eure dans la commune de Bourg-Achard, place de la Mairie.

## Historique
Les parties les plus anciennes de l'édifice actuel sont datées du XIVe siècle et du XVIe siècle. L'église est bâtie sur une église romane d'un ancien prieuré.
La foudre ou un incendie détruit le clocher au XVIIe siècle. Lors de la Révolution française le prieuré est détruit.
Des travaux très importants entrainent l'effondrement de la partie occidentale de l'édifice datable du XIIe siècle au début du XIXe siècle, ces travaux aboutissent à la réfection de la nef et de la tour en style néo-gothique au XIXe siècle.
L'édifice est classé au titre des monuments historiques depuis le 13 juillet 1911 : l'abside, le transept, la sacristie sont concernés par la mesure.
Des travaux importants ont lieu en 2017-2018 dans le clocher.

## Architecture et mobilier
L'édifice conserve des stalles et des vitraux remarquables du XVIe siècle.